# 山中城 (三河国)
山中城（やまなかじょう）は、三河国額田郡山中（現在の愛知県岡崎市舞木町・羽栗町）にあった戦国期の愛知県内最大級の山城。山中城は鎌倉街道（旧東海道）を北に見下ろし、舞木、山綱の両方から南行分岐する鎌倉街道（吉良道）を南の眼下に見下ろす、通称城山、岩尾山、医王山とも呼ばれる標高約195m（比高約100m）の山上一帯に築かれている。現在残る遺構は、徳川家康の関東移封当時のままの姿をとどめ、東西約400m、南北約250mで、愛知県内の戦国期山城の中で最大級の規模である。

## 概要
戦国時代、大草（現幸田町）西の坊に室町時代より本拠を置き、三河守護仁木義長の目代（守護代）として勢力をつちかってきた西郷氏の築城（15世紀なかば）によると思われる。三河西郷氏の青海入道は岡崎明大寺の東矢作にあった仁木義長の館の東に明大寺城（平岩城）を築き、ここにも根拠地を設けた。次いで乙川北岸の竜頭山の先端に岡崎城（砦）を築いた。この岡崎城は近世岡崎城の本丸部分（青海堀以西）と言われる。これによって西郷氏は西矢作と東矢作をめぐる東西交通の要を押さえることとなった。大草の居館と明大寺城までの直線距離は約8km、明大寺城から山中城までは約9km、山中城から大草までは約6kmの距離である。『新編岡崎市史』では、山中城を明大寺城、岡崎城の詰めの城としているが、距離がありすぎるので、ある時期西郷氏の本城としての性格をもったとみられる。この西三河の交通の要所を抑えた西郷氏は、まず岩津を本拠として勢力を拡大しつつあった松平宗家との対立を生んだ。この軋轢は松平宗家の圧迫を受けた西郷氏が屈服し、松平3代信光の5男光重を養子に迎え自身は大草に引退することで決着をみた。
その後、岩津を本拠とした松平宗家は、今川氏の武将として来攻した伊勢新九郎（後の北条早雲）によって岩津城を落とされ消滅した。この時期安城に分家していた松平親忠（信光の3男）によって井田野の戦いで今川勢は追い払われた。この時期の山中城の状況については不明であるが、岡崎松平は明大寺付近に引き、明大寺城付近で今川勢と対峙したものと思われる。今川勢追撃の伝承についても、山中城の近くの山綱町中柴付近に残っている。
その後、総領家となった安城松平家は松平本家となり、松平親忠 ― 長親 ― 信忠 ― 清康 ― 広忠 ― 家康へと続くことになる。
しかし、清康の時代になって、岡崎城に本拠を置く岡崎松平家（西郷氏）との対立が顕著になる。岡崎松平家は光重―親貞―信貞と続くが、東三河と西三河をつなぐ鞍部の道筋を完全に押さえることとなり、松平本家（安城松平）と対立することとなった。大永4年（1524年）、3代信貞（松平昌安）の時、松平清康の命を受けた、家臣大久保忠茂等の奇襲で一夜にして落城した。
現在本丸に建っている石碑「山中城址」の文字を揮毫した子爵大久保忠言は大久保忠茂の後裔にあたる。山中城陥落後、清康は最大の功労者大久保忠茂に対して領内17カ所の市銭の徴収権を与えた。忠茂は市銭を撤廃して楽市楽座とした。時に大永4年（1524年）5月28日、岡崎市はこれを以て「岡崎開市」として忠茂の功績を顕彰している。大正13年（1924年）5月、岡崎開市400年祭が岡崎城址と岡崎市内で盛大に行われ、記念誌『岡崎の開市』も発行されている。
ただし、近年、歴史学者の村岡幹生は、当時の清康は安城松平家の後継者でありながら同家（祖父・長親および父・信忠）から自立していた可能性を指摘し、安城松平家と対立する岡崎松平家の松平昌安が清康を婿養子に迎えて山中・岡崎両城を譲ったとする新説を提示している。また、村岡は大久保氏自体が元々岡崎松平家の家臣で昌安から清康に付けられた可能性が高いとしている。
1535年（天文4年）森山崩れで清康が亡くなると、山中城は今川氏の西三河攻略の拠点となる。
1548年（天文17年）今川義元と織田信秀との2度にわたる小豆坂合戦時、山中城は、岡城、生田城と共に今川軍の重要拠点となり、これ以後「医王山」として史料上にたびたび登場している。
1560年（永禄3年）桶狭間の戦いで今川義元が討たれると松平元康（後の徳川家康）が久松俊勝とともに攻め落とし、再び松平氏のものとなる。
この時期、対織田、今川に対する戦略上、大給城、岡崎城、山中城、岩略寺城などは大規模な改修がなされたと思われる。
1563年（永禄6年）の三河一向一揆では一時的一揆衆に占領された。
1564年（永禄7年）以後は酒井忠次が山中を領し、酒井氏が維持管理したと思われる。
天正18年（1590年）の家康の関東移封によって廃城となり現在に至っている。
現在の城跡遺構はこの時点の状況をよく残していると思われる。しかし、現在整備されている「山中城遊歩道」は往時の城道ではなく、多くは大正13年（1924年）5月の「岡崎開市400年祭」の際に整備されたもので、各曲輪間の城道も少なからず破壊され、短絡されている。現在確認されている城域は東西400ｍ南北200ｍ、愛知県内の戦国期山城としては最大規模のものである。本丸には「山中城址」の碑が地元領家変成岩の板を使って建てられている。この裏面には志賀重昂の揮毫になる説明文が刻まれている。本丸からは西北、北、東に広がる3本の尾根の主要部に曲輪をつらね、西部は二重堀切で尾根筋を断ち切ると共に3段にわたる大規模な帯曲輪で防備を固め、処々に腰曲輪、竪堀を配している。竪堀の多いのも一つの特色である。
平成28年（2016年）地元民を中心に「山中城址保存会」が発足し、曲輪内の立木の伐採、城道の整備が進んでいる。
現在は岡崎市指定史跡。